# Petra Marklund
Petra Linnea Paula Marklund (Stockholm, 1984. szeptember 12. –), korábbi művésznevén: September, svéd énekesnő.

## Kezdetek

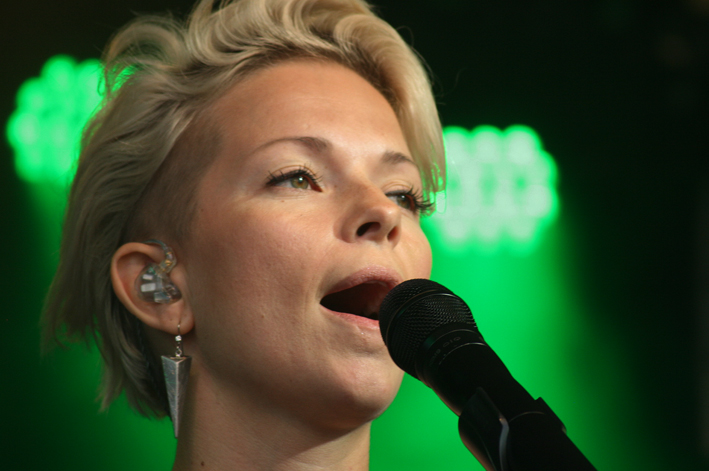
2011-ben

September első maxija 2003-ban került kiadásra, La La La (Never Give It Up) címen, amely megalapozta első sikereit Svédországban. Még ebben az évben kiadta második dalát, a We Can Do Itot. 2004-ben jelent meg első albuma September címmel, harmadik kislemeze a September All Over volt.
Első nemzetközi sikereket a Satellites című dal hozta meg 2005-ben, és még ebben az évben megjelent új albuma is, In Orbit címmel. Mérsékeltebb sikereket hozott számára a Looking For Love, a Flowers on the Grave és az It Doesn’t Matter. 2006-ban jelent meg az In Orbit albumról következő nemzetközi sikereket elért dala, a Cry For You.
2007-ben érkezett új albuma, a Dancing Shoes, amelynek első kislemeze a Can’t Get Over volt. 2008-ban megjelentek a September (US release) és a Dancing in Orbit albumok, amit nemzetközi piacra szántak legsikeresebb dalaival. Két dal jelent meg még a lemezről, az Until I Die és a Because I Love You.
2011-ben, egy kisebb szünet után megjelentette új stúdióalbumát, a Love CPR-t, amely svéd és angol dalokat is tartalmazott. A lemez első kislemeze még az előző évben jelent meg, Resuscitate Me címen. 2012-ben jelentett meg utoljára dalokat September néven, Party In My Head és Hands Up címmel, ezt követően már születési nevét használta.

## Albumok és kislemezek
September
- La La La (Never Give It Up)
- We Can Do It
- September All Over

In Orbit
- Satellites
- Looking for Love
- It Doesn’t Matter
- Cry for You

Dancing Shoes
- Can’t Get Over
- Until I Die
- Because I Love You

September
- Satellites
- Cry for You
- Can’t Get Over

Dancing in Orbit
- Cry for You
- Can’t Get Over
- Until I Die
- Can’t Get Over
- Because I Love You

Gold
- Because I Love You

Love CPR
- Mikrofonkåt
- Resuscitate Me
- Me & My Microphone
- Party in My Head
- Hands Up